# Municipio de Roloff
El municipio de Roloff (en inglés: Roloff Township) es un municipio ubicado en el condado de McIntosh en el estado estadounidense de Dakota del Norte. En el año 2010 tenía una población de 12 habitantes y una densidad poblacional de 0,14 personas por km².

## Geografía
El municipio de Roloff se encuentra ubicado en las coordenadas 46°14′39″N 99°3′57″O / 46.24417, -99.06583. Según la Oficina del Censo de los Estados Unidos, el municipio tiene una superficie total de 88.13 km², de la cual 87,74 km² corresponden a tierra firme y (0,44 %) 0,39 km² es agua.

## Demografía
Según el censo de 2010, había 12 personas residiendo en el municipio de Roloff. La densidad de población era de 0,14 hab./km². De los 12 habitantes, el municipio de Roloff estaba compuesto por el 100 % blancos. Del total de la población el 0 % eran hispanos o latinos de cualquier raza.